# ممساكي الخطم
ممساكي الخطم (الاسم العلمي:†Captorhinus) هو جنس منقرض من الحيوانات يتبع فصيلة ممساكيات الخطم من الزواحف الحقيقية.